# Moggridgea clypeostriata
Moggridgea clypeostriata är en spindelart som beskrevs av Benoit 1962. Moggridgea clypeostriata ingår i släktet Moggridgea och familjen Migidae.
Artens utbredningsområde är Kongo. Inga underarter finns listade i Catalogue of Life.